# Aranyhasú bülbül
Az aranyhasú bülbül (Phyllastrephus poliocephalus) a madarak osztályának verébalakúak (Passeriformes) rendjébe, ezen belül a bülbülfélék (Pycnonotidae) családjába tartozó faj.

## Rendszerezése
A fajt Anton Reichenow német ornitológus írta le 1892-ben, a Xenocichla nembe Xenocichla poliocephala néven.

## Előfordulása
Afrika középső részén, Kamerun és Nigéria területén honos. Természetes élőhelyei a szubtrópusi és trópusi síkvidéki és hegyi esőerdők. Állandó, nem vonuló faj.

## Megjelenése
Testhossza 23 centiméter.

## Életmódja
Rovarokkal táplálkozik.

## Természetvédelmi helyzete
Elterjedési területe kicsi, egyedszáma pedig csökken. A Természetvédelmi Világszövetség Vörös listáján mérsékelten fenyegetett fajként szerepel.